# Jamont Gordon
Jamont Gordon (Nashville, Tennessee, 18. ožujka 1987.) američki je profesionalni košarkaš. Igra na poziciji razigravača, a trenutačno je slobodan igrač.

## Karijera
Na sveučilištu Mississippi State proveo je tri sezone, a na posljednjoj sezoni (2007./08.) postizao je 17.2 poena, 6.6 skokova i 4.9 asistencija za 34.6 minuta provedenih na parketu. Nakon što nije izabran na NBA draftu 2008., Gordon je u dresu Philadelphia 76ersa sudjelovao na Ljetnoj ligi u Las Vegasu 2008. godine. U dresu Sixersa odigrao je 5 utakmica i prosječno postizao 10.6 poena, 3.4 skokova i 4 asistencije za 27.8 minuta provedenih na parketu. Na sebe je privukao pažnju utakmicom između 76ersa i Toronto Raptorsa, kada je 0.6 sekundi prije kraja postigao pobjednički šut za pobjedu 87-85. Sezonu 2008./09. proveo je kao član talijanske GMAC Bologne, međutim klub je na kraju sezone ispao iz Serie A i Gordon je postao slobodnim igračem. 1. kolovoza 2009. potpisuje za ugovor s Cibonom Zagreb.

## Vanjske poveznice
- Profil na ESPN.com
- Profil na NBADraft.net
- Profil[neaktivna poveznica] na Basketpedya.com
- Profil  Arhivirana inačica izvorne stranice od 19. ožujka 2009. (Wayback Machine) na Fortitudo Bologna